# HSM C11 701-799, 1501-1535
De serie C11 701-799, 1501-1535 betrof een serie van 135 houten coupérijtuigen 3e klasse. De rijtuigen werden gebouwd in opdracht van de Hollandsche IJzeren Spoorweg-Maatschappij (HSM) en gingen bij de fusie in 1921 over naar de Nederlandse Spoorwegen. De laatste rijtuigen van deze serie deden dienst tot 1956. 

## Tweede leven
Rijtuig C 755, bij de NS genummerd als C 5055, bleef als enige bewaard en staat thans in Het Spoorwegmuseum.